# Штембуляк Євген Олегович
Євген Олегович Штембуляк (12 березня 1999, Чорноморськ) — український шахіст, гросмейстер (2019). Чемпіон світу із шахів серед юніорів 2019 року. Чемпіон України 2019 року.
Його рейтинг станом на березень 2020 року — 2620 (167-ме місце у світі, 13-те в Україні).

## Досягнення
2019
- «2019 Las Vegas International Chess Festival» (Лас-Вегас) — 2—9 місця[3];
- «85th Southwest Open 2019» (Даллас) — 1 місце[4];
- Чемпіонат світу із шахів серед юніорів (Нью-Делі) — 1 місце[5][6];
- Чемпіонат України із шахів 2019 — 1 місце[7][8][9];

## Результати виступів у чемпіонатах України
Євген Штембуляк зіграв у двох фінальних турнірах чемпіонатів України, набравши загалом 11 очок з 20 можливих (+7-5=8).
| Рік  | Місто | Турнір                 | + | − | = | Результат | Місце |
| ---- | ----- | ---------------------- | - | - | - | --------- | ----- |
| 2016 | Рівне | 85-й чемпіонат України | 2 | 5 | 4 | 4 з 11    | 10    |
| 2019 | Луцьк | 88-й чемпіонат України | 5 | 0 | 4 | 7 з 9     | Gold  |